# 휴가 대소동
《휴가 대소동》(영어: National Lampoon's Vacation 혹은 영어: Vacation)은 1983년 개봉한 미국의 로드 블랙 코미디 영화이다. 해럴드 레이미스가 감독을, 존 휴스가 각본을 맡았다. 존 휴스의 단편 소설 Vacation '58이 영화의 원작이다.
미국 내 극장에서 6,000만 달러 이상의 수익을 거두며 흥행에 성공했으며, 비평면에서도 대체로 호평을 받았다. 이후 시리즈화되어 수세기에 걸쳐 직결되는 속편 네 편 《휴가 대소동 - 유럽》(1985), 《크리스마스 대소동》(1989), 《휴가 대소동 - 라스베가스》(1997), 《베케이션》(2015)과 파생작 《크리스마스 대소동 2》(2003, National Lampoon's Christmas Vacation 2)까지 총 다섯 편의 후속 영화들이 개봉했으며, 컬트 영화로도 자리매김하게 되었다.

## 줄거리
클라크 그리즈월드는 아내 엘런, 자녀 러스티, 오드리와 일리노이주 시카고에서 남부 캘리포니아 놀이공원 월리 월드로 향하는 국토 횡단 여행길에 오른다. 그러나 클라크는 이번 관광을 위해 특별히 주문했던 차 대신 못생긴 스테이션 왜건을 억지 강매당하고 이후 그리즈월드 가족의 여정은 갖은 소동으로 점철된다.
클라크는 페라리 308 GTS를 모는 한 아름다운 여성에게 반복해서 한눈을 팔게 된다. 캔자스주에서 엘런의 사촌 캐서린과 남편 에디를 잠시 방문하자 이들은 까칠한 친척 어른 에드나와 성질 나쁜 개 딩키를 떠넘기며 애리조나주 피닉스에 있는 아들 노먼 집에 내려주라고 한다. 야영장에서 하룻밤을 지낸 뒤 딩키를 차 뒷 범퍼에 묶어뒀던 걸 깜빡 잊은 클라크가 그대로 차를 운전하면서 딩키가 죽고, 에드나는 뒷좌석에서 수면 중 사망한다. 그리즈월드 가족은 에드나 시체를 차 지붕에 올리고 다시 길을 떠나고, 노먼의 집에 아무도 없자 에드나 시체를 뒷마당에 놓고 간다.
그러나 온갖 사고를 극복하고 어렵게 도착한 월리 월드 입구엔 2주간 수리로 문을 닫는다는 안내 표지판이 서있다. 클라크는 충동적으로 진짜 총처럼 생긴 BB탄 총을 구입한 뒤 경비를 위협해 무단으로 안에 쳐들어간다. 로스앤젤레스 경찰국 SWAT팀이 출동하지만 클라크의 심정을 이해한 주인 로이 월리는 그를 고발하지 않기로 하고 그리즈월드 가족은 공원에 손님으로 초대되어 마음껏 즐긴다.  

## 출연
- 체비 체이스 - 클라크 W. 그리즈월드 역
- 베벌리 디앤절로 - 엘런 그리즈월드 역
- 앤서니 마이클 홀 - 러셀 "러스티" 그리즈월드 역
- 데이나 배런 - 오드리 그리즈월드 역
- 이머진 코카 - 친척 어른 에드나 역
- 랜디 퀘이드 - 에디 존슨 역
- 존 캔디 - 러스 래스키 역
- 크리스티 브링클리 - 빨간색 페라리를 탄 여성 역
- 에디 브래컨 - 로이 월리 역
- 브라이언 도일머리 - 캠프 컴퍼트 직원 역
- 미리엄 플린 - 사촌 캐서린 존슨 역
- 제임스 키치 - 모터사이클을 탄 경찰 역
- 유진 레비 - 에드 역
- 프랭크 맥레이 - 그로버 역
- 제인 크러카우스키 - 사촌 비키 존슨 역
- 미키 존스 - 정비공 겸직 보안관 역
- 존 딜 - 보안관보 역
- 해럴드 레이미스 - 월리 월드 경비원 / 월리 월드 마스코트 마티 더 무스 녹음 목소리 역

## 기타 제작진
- 협력 제작: 로버트 그랜드
- 배역: 수전 아널드, 필리스 허프먼
- 미술: 잭 T. 콜리스
- 의상: 로버트 해리스 주니어